# Evolutionaire speltheorie
Evolutionaire speltheorie (EGT) is de toepassing van speltheorie op evoluerende populaties in de biologie. Het definieert een raamwerk van concurrende strategieën en wedstrijden waarin de darwinistische concurrentie kan worden gemodelleerd. Het ontstond in 1973 met de formalisering door John Maynard Smith en George R. Price van wedstrijden, geanalyseerd als strategieën, en de wiskundige criteria die gebruikt kunnen worden om de resultaten van concurrerende strategieën te voorspellen.
De evolutionaire speltheorie verschilt van de klassieke speltheorie doordat zij zich meer richt op de dynamiek van strategieverandering. Deze dynamiek wordt beïnvloed door de frequentie van de concurrerende strategieën in de populatie. 
In tegenstelling tot de klassieke speltheorie gaat EGT niet uit van perfecte rationaliteit, maar bestudeert het hoe een populatie van strategieën evolueert wanneer de leden willekeurig worden gekoppeld en succesvolle strategieën
overleven en zich voortplanten. Centraal in EGT staat het concept van een evolutionaire stabiele strategie, 
geïntroduceerd door Maynard Smith en Price. Het verfijnt het oplossingsconcept van Nash-evenwicht door
door te eisen dat alternatieve, "mutante" strategieën de populatie niet kunnen binnendringen als hun
initiële aantal klein is.
De evolutionaire speltheorie heeft geholpen om de basis van altruïstisch gedrag in de darwinistische evolutie te verklaren. Het is op zijn beurt van belang geworden in de sociale wetenschappen voor onder andere economen, sociologen, antropologen en filosofen.